# プレストン・ディキンソン
プレストン・ディキンソン（William Preston Dickinson、1889年9月9日 – 1930年11月25日）はアメリカ合衆国の画家である。「プレシジョニズム」（キュビスム的リアリズム）などのスタイルで風景画を描いた。

## 略歴
ニューヨークに生まれた。祖父の代にアメリカに渡ってきた家系で、父親はアマチュア画家で、室内装飾や商業美術で生計を立てていた。ディクソンが11歳の時、父親が亡くなり 、家族はニューヨーク州ロックランド郡の村、サファーンに移った。
慈善家で美術家のパトロンであるヘンリー・バービーの支援で、1906年から1910年の間、アート・スチューデンツ・リーグ・オブ・ニューヨークで、ウィリアム・メリット・チェイスやアーネスト・ローソンに学んだ  。さらにバービーと画商のチャールズ・ダニエルから費用を得て、ヨーロッパに修行に出て、1910年から1914年の間、パリのアカデミー・ジュリアンやエコール・デ・ボザールで学び、パリのサロンやアンデパンダン展に出展した。
第一次世界大戦が始まったので、アメリカに帰国し、母親らとニューヨークの下町ブロンクスで暮らした。ダニエルの画廊でいくつかのグループ展に参加し、1923年に最初の個展を開いた。1924年の夏は、ネブラスカ州のオマハで活動し、大きな製粉工場の施設などを描いた 。1925年からはカナダのケベックで風景を描いた。1920年代が終わるまでにアメリカのモダニズムの画家として評価されるようになり、作品は美術館や個人コレクターが購入するようになった。
工場といった近代的な事物を描いた最初の画家の一人とされ、1915年ころには「プレシジョニズム」のスタイルの作品を描いていて、「プレシジョニズム」の代表的なアーティスト、チャールズ・シーラーやチャールズ・デムスに先んずるものであった。様々な実験的な手法を試みているが、後により写実的なスタイルに移っていった 。
1930年6月に弟子のギャスパーロ(Oronzo Vito Gasparo: 1903–1969)とスペインに渡り半年ほど活動し、帰国する前に肺炎にかかり、スペインのイルンで没した。41歳だった。

## 作品

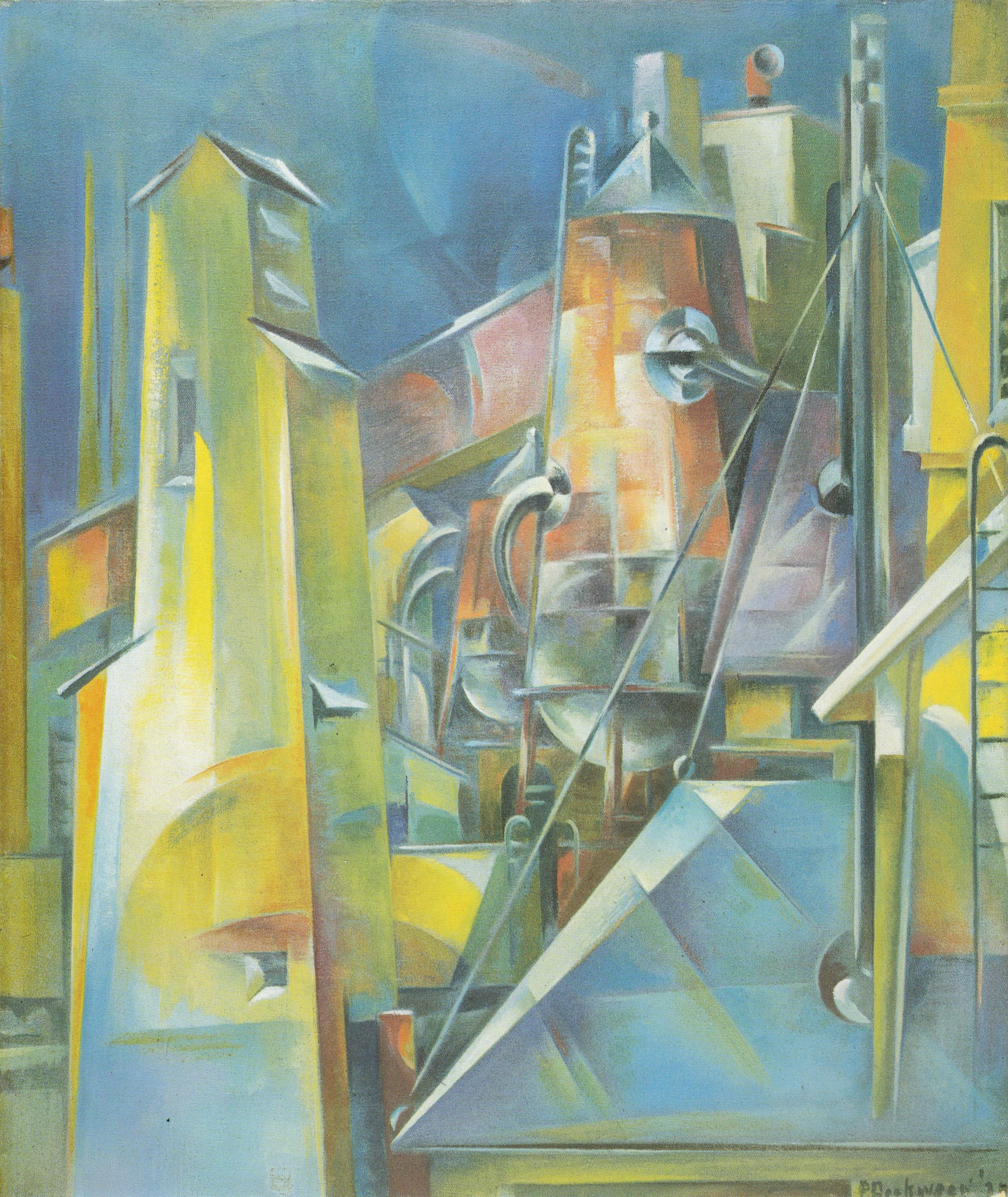
工場(c.1920)
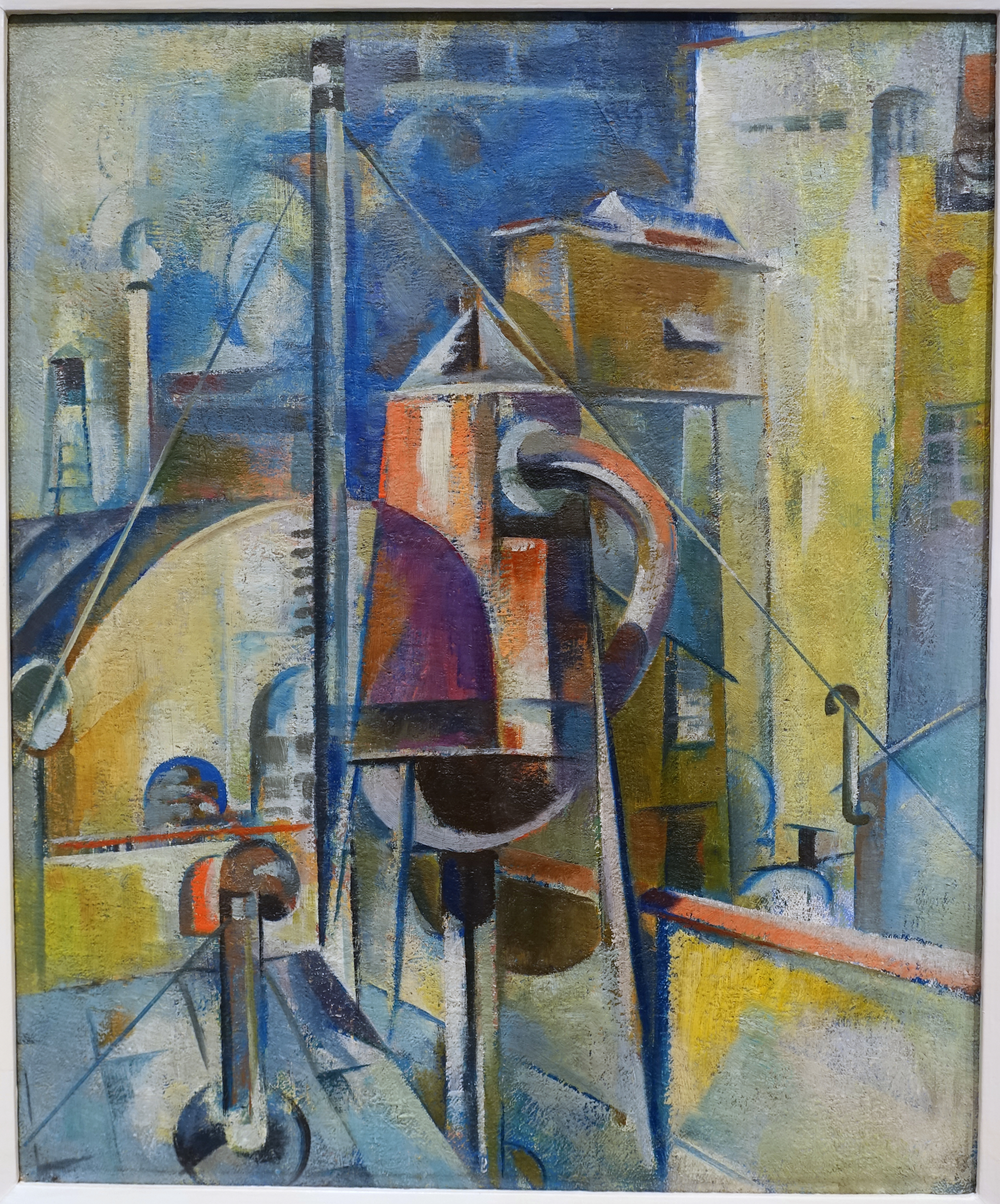
工場地帯の風景
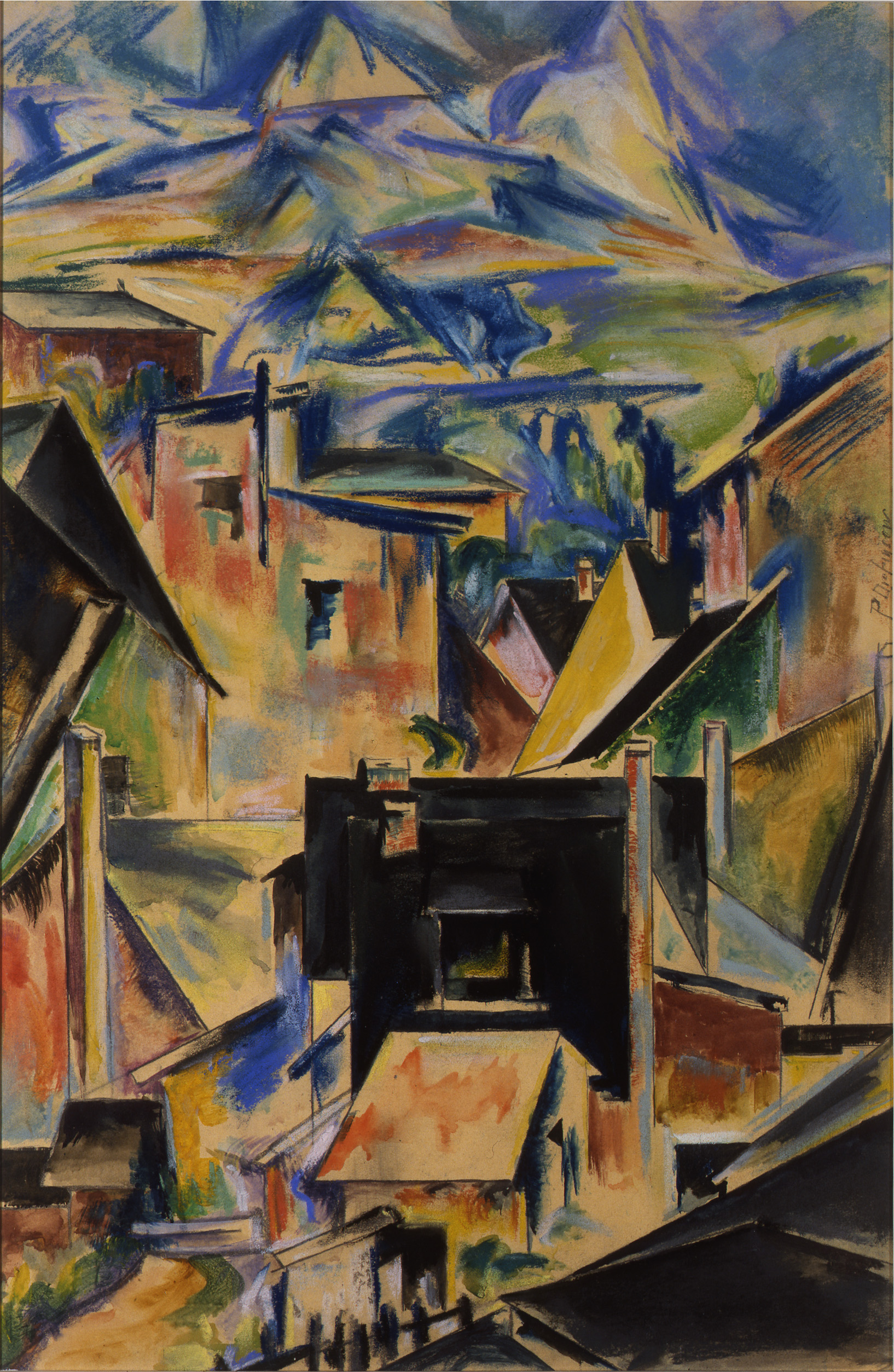
黒い家
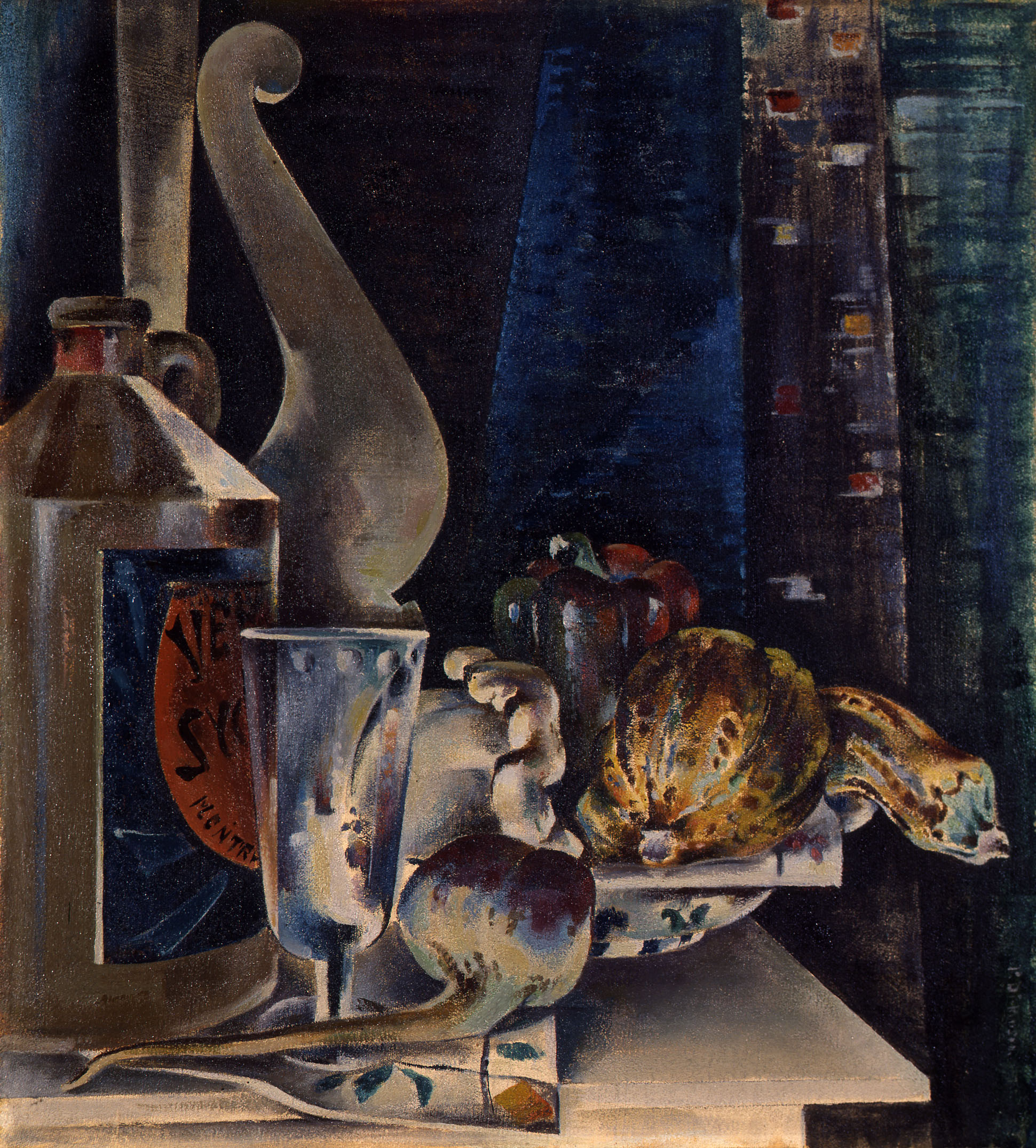
静物画

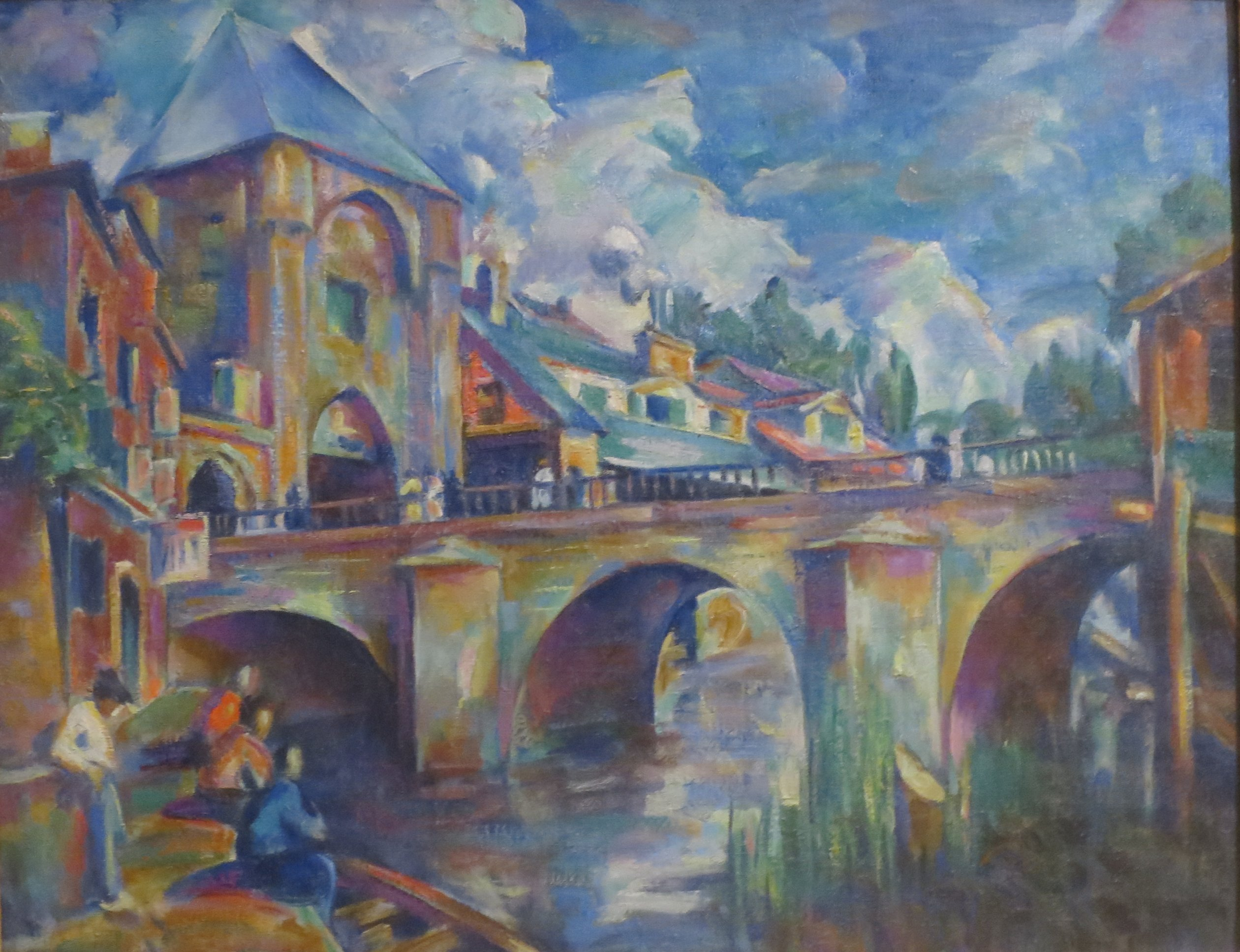
橋
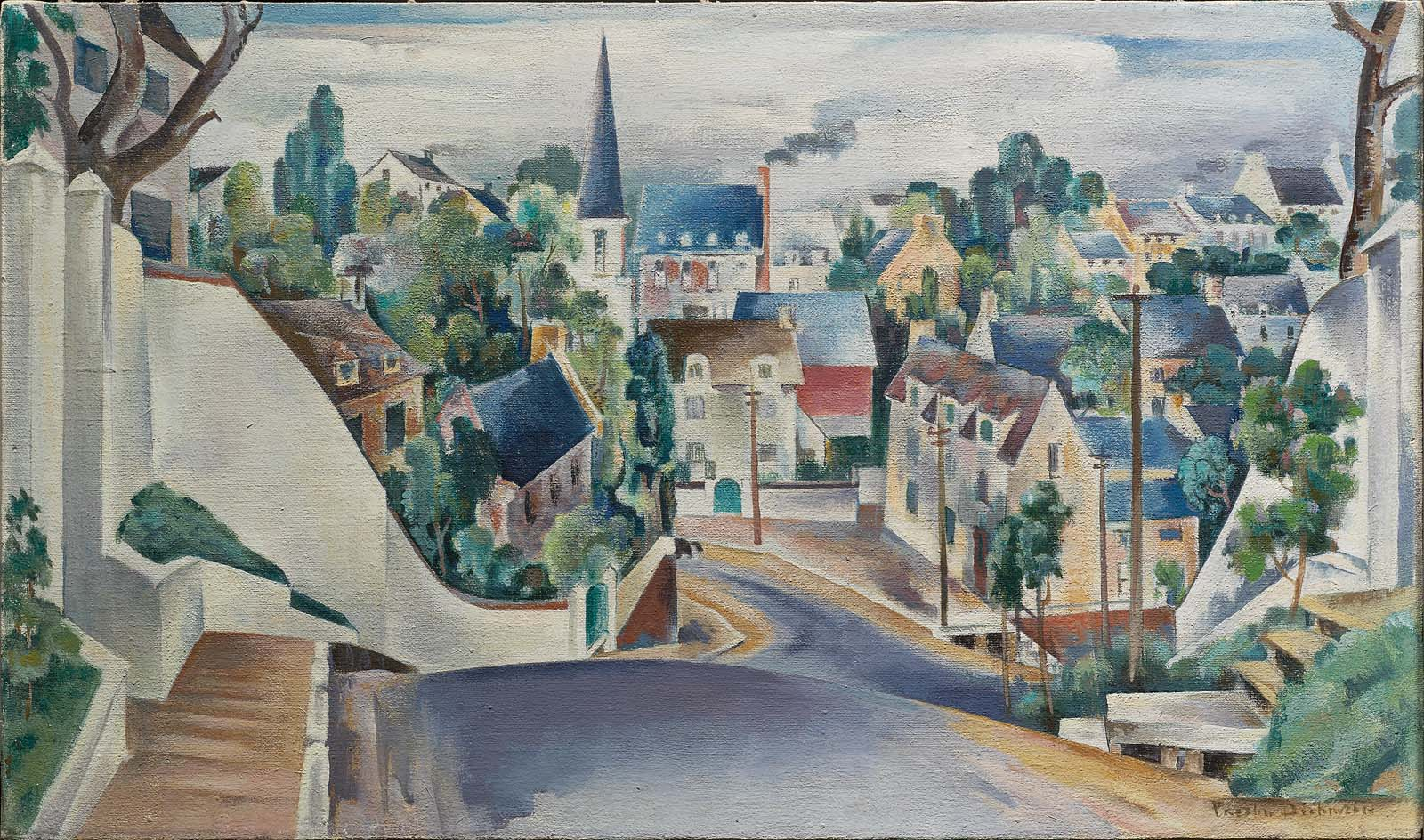
ケベック (c.1925)
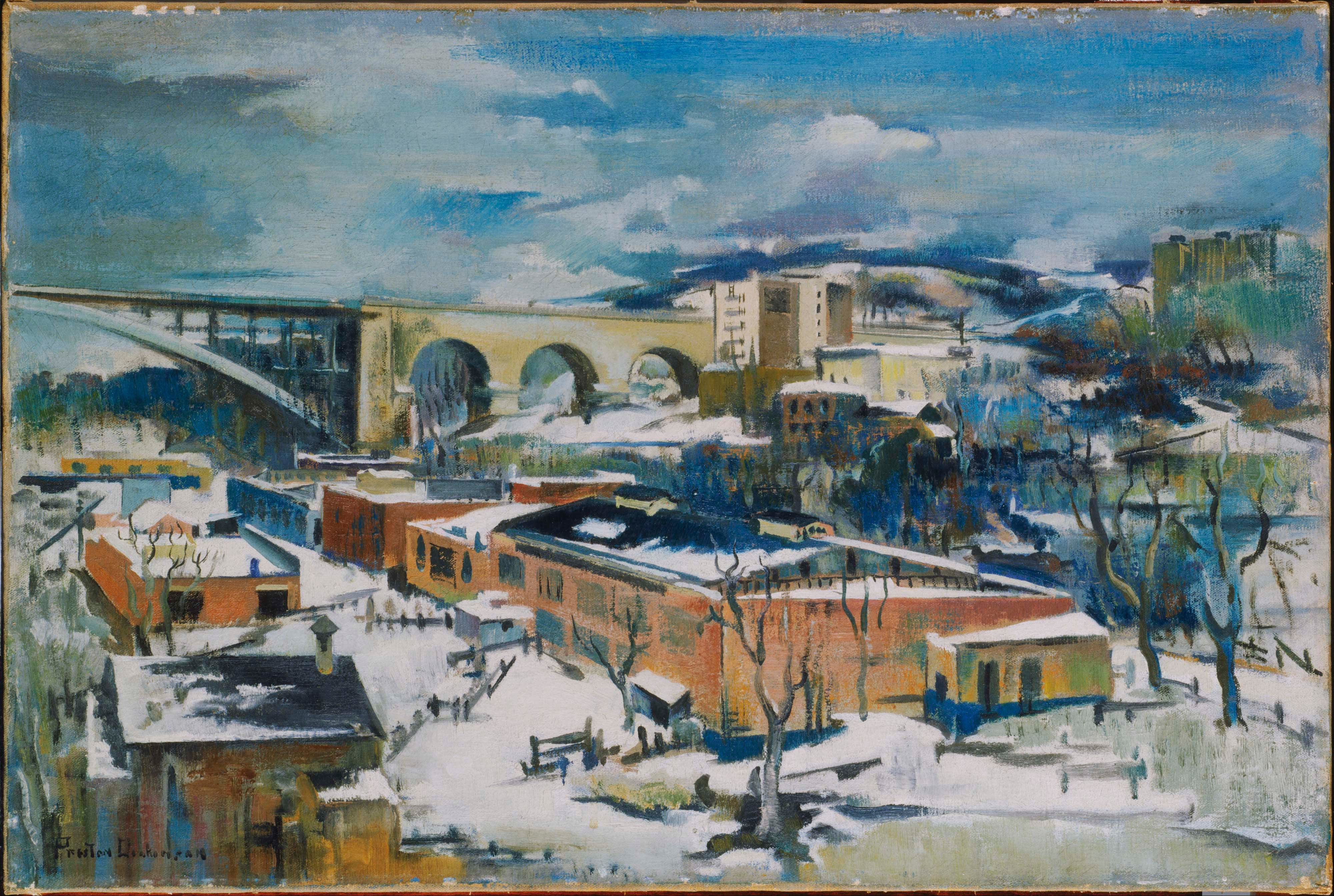
ハーレム川

## 関連文献
- Cloudman, Ruth; Nebraska Art Association; Sheldon Memorial Art Gallery (1979), Preston Dickinson 1889-1930: Catalogue of an Exhibition Organized by the Sheldon Memorial Art Gallery, Lincoln, Nebraska, in Collaboration with the Nebraska Art Association, Lincoln, Nebraska Art Association.
- Lochridge, Katherine; Heckscher Museum (1978), The Precisionist Painters, 1916-1949: Interpretations of a Mechanical Age: Heckscher Museum, Huntington, New York, July 7-August 20, 1978, Heckscher Museum.
- Montclair Art Museum (1994), Precisionism in America, 1915-1941: Reordering Reality, Abrams, in association with the Montclair Art Museum, ISBN 978-0-8109-3734-5.